# Herzogenbuchsee
Herzogenbuchsee (gsw. Herzogebuchsi) – gmina (niem. Einwohnergemeinde) w Szwajcarii, w kantonie Berno, w regionie administracyjnym Emmental-Oberaargau, w okręgu Oberaargau. 1 stycznia 2008 do gminy przyłączono gminę Oberönz.

## Demografia
W Herzogenbuchsee mieszka 7291 osób. W 2020 roku 18,9% populacji gminy stanowiły osoby urodzone poza Szwajcarią.

## Współpraca
Miejscowość partnerska:
- Senica, Słowacja

## Transport
Przez teren gminy przebiegają drogi główne nr 1, nr 22 i nr 269.